# 24238 Адкерсон
24238 Адкерсон (24238 Adkerson) — астероїд головного поясу, відкритий 7 грудня 1999 року.
Тіссеранів параметр щодо Юпітера — 3,521.